# Xiitas na Nigéria
Embora a grande maioria da população nigeriana muçulmana seja sunita (95%), existe no país uma significativa minoria xiita (5-10 milhões), principalmente nos estados de Kano e Sokoto.
Os membros da comunidade xiita da Nigéria foram perseguidos em muitas ocasiões, mas em outras eles se uniram com os nigerianos sunitas no Movimento Islâmico da Nigéria. O religioso xiita xeque Ibraheem Zakzaky é uma figura fundamental neste movimento.
O islamismo xiita era praticamente desconhecido na Nigéria até 1980, quando Ibraheem Zakzaky introduziu no país uma mistura sincrética das correntes islâmicas sunita e xiita.
O governo do estado de Sokoto reagiu ao surgimento do Islamismo xiita no estado através de várias medidas, como a demolição do Centro Islâmico, em 2007. Além disso, os confrontos entre xiitas e sunitas seguiram ao assassinato do Imam Danmaishiyya Umaru, que era conhecido pela sua ardente pregação antixiita.